# Jürgen Harrer
Hans-Jürgen Harrer (* 22. Februar 1942 in Stuttgart) ist ein deutscher Politikwissenschaftler und Verleger.

## Leben
Jürgen Harrers Vater war gelernter Autoschlosser und vor 1933 bei den roten Sportlern und in der RGO. In die KPD ist er erst nach dem Krieg eingetreten. Seine Mutter war Stenotypistin. In Stuttgart hat ihn Fritz Lamm stark beeinflusst. Er studierte zunächst Romanistik und Germanistik an der Eberhard Karls Universität Tübingen sowie an der Universität Hamburg mit der Absicht, Lehrer zu werden. Seit 1966 folgte ein Studium der Politikwissenschaft und Soziologie an der Philipps-Universität Marburg. Harrer wurde über die mexikanische Revolution bei Wolfgang Abendroth promoviert, dessen Assistent er dann war.
Während seines Studiums war Harrer engagiert in der Ostermarschbewegung, in der Bewegung gegen den Vietnamkrieg und im Sozialistischen Deutschen Studentenbund (SDS). Nach dem Studium arbeitete Harrer ab 1969 als wissenschaftlicher Angestellter und von 1972 bis 1978 als Dozent mit dem Status eines Hochschullehrers auf Zeit im Fachbereich Gesellschaftswissenschaft an der Philipps-Universität Marburg. Im Juni 1975 wurde Harrer von diesem Fachbereich zur Überleitung auf eine Dauerstelle vorgeschlagen. Unter anderem mit der Begründung, als Anhänger des Marxismus könne man kein Wissenschaftler sein, lehnte der hessische Kultusminister Hans Krollmann im April 1976 die Ernennung ab. Harrers Widerspruch gegen diese Entscheidung blieb erfolglos.
Auch eine bereits erfolgte Berufung durch den akademischen Senat der Universität Bremen wurde im Jahr 1976 vom Bildungssenator Moritz Thape aus politischen Gründen schließlich verhindert. Nach dem Ende seiner Dozententätigkeit übernahm Harrer 1979 ein Lektorat im Kölner Pahl-Rugenstein Verlag. Nach dessen Insolvenz 1990 gründete Harrer, anknüpfend an das alte Verlagskonzept, den Papyrossa Verlag.

## Veröffentlichungen (Auswahl)

### Monografien
- Die Revolution in Mexiko: 1910–1917. Pahl-Rugenstein Verlag, Köln 1973, ISBN 3-7609-0104-2.
- Zusammen mit Georg Fülberth: Die deutsche Sozialdemokratie 1890–1933. Hermann Luchterhand Verlag, Darmstadt und Neuwied 1974, ISBN 3-472-88002-3.
- Zusammen mit Georg Fülberth: Kritik der sozialdemokratischen Hausgeschichtsschreibung (= Hefte zu politischen Gegenwartsfragen. Band 22). Pahl-Rugenstein Verlag, Köln 1975, ISBN 3-7609-0220-0.

### Buchbeiträge
- Zusammen mit Heinz Jung: Das ökonomische System in der BRD und der DDR. In: Heinz Jung u. a.: BRD–DDR: Vergleich der Gesellschaftssysteme. Pahl-Rugenstein Verlag, Köln 1971, ISBN 978-3-7609-0038-4.
- Die Sozialdemokratie in Novemberrevolution und Weimarer Republik (1918–1933). In: Jutta von Freyberg u. a.: Geschichte der deutschen Sozialdemokratie. Von 1863 bis zur Gegenwart. Pahl-Rugenstein Verlag, Köln 1975 u. 1989 (3. überarbeitete und erweiterte Auflage), ISBN 3-7609-0929-9.
- Gewerkschaftlicher Widerstand gegen das „Dritte Reich“. In: Frank Deppe, Georg Fülberth, Jürgen Harrer (Hrsg.): Geschichte der deutschen Gewerkschaftsbewegung. Pahl-Rugenstein Verlag, Köln 1977, ISBN 3-7609-0290-1, S. 211–271.
- Zusammen mit Georg Fülberth: Geschichte und Besonderheiten der demokratischen Bewegung und der Arbeiterbewegung in der Bundesrepublik. In: Ulrich Albrecht u. a.: Beiträge zu einer Geschichte der Bundesrepublik Deutschland. Pahl-Rugenstein Verlag, Köln 1979, ISBN 3-7609-0466-1.
- Zusammen mit Witich Rossmann: Gewerkschaften in der Weimarer Republik. In: Frank Deppe, Georg Fülberth, Jürgen Harrer (Hrsg.): Geschichte der deutschen Gewerkschaftsbewegung. Vierte, aktualisierte und neu bearbeitete Auflage, Pahl-Rugenstein Verlag, Köln 1989, ISBN 3-7609-0988-4.
- Zusammen mit Georg Fülberth: Operative Geschichtsschreibung. Literatur zur Geschichte der Arbeiterbewegung aus dem Marburger Institut für Politikwissenschaft. In: Arno Klönne, Karl A. Otto, Karl Heinz Roth (Hrsg.): Fluchtpunkte. Das soziale Gedächtnis der Arbeiterbewegung. VSA-Verlag, Hamburg 2003, ISBN  3-89965-039-5.

### Aufsätze
- Zusammen mit Karl-Heinz Götze: Anmerkungen zu einer Kursbuch-Polemik gegen die politische Ökonomie des Sozialismus und ihre Anwendung in der DDR. In: Das Argument 68, Heft 9/10, 1971.
- Zur wirtschaftspolitischen Entwicklung in der DDR nach 1969/70. In: Das Argument 76, Heft 9/10, 1972.
- Zur Typologie und Definition sozialdemokratischer Politik. In: Blätter für deutsche und internationale Politik, Heft 6/1974.
- Zusammen mit Frank Deppe und Georg Fülberth: Aktuelle Probleme der Geschichtsschreibung der Arbeiter- und Gewerkschaftsbewegung. In: Blätter für deutsche und internationale Politik, Hefte 4 und 5/1979.